# East Side Story
East Side Story je americký hraný film z roku 2006, který režíroval Carlos Portugal podle vlastního scénáře. Romantická komedie popisuje osudy problémy gayů v komunitě Latinoameričanů. Snímek měl světovou premiéru na Newfest Film Festivalu v New Yorku 7. června 2006.

## Děj
Diego je mladý Latinoameričan, který žije ve východní části Los Angeles, kde pracuje v rodinné restauraci své babičky. Udržuje utajený vztah s realitním makléřem Pablem a má již delší dobu pocit, že žije v pasti konzervativní komunity. Plánuje proto odejít do Phoenixu a otevřít si vlastní restauraci. Rád by žil se svým přítelem Pablem, ale ten pohlíží na jejich vztah velmi odlišně. Když se rodina dozví, že Diego je gay, Pablo se s ním rozejde a začne chodit s jeho tetou Biancou, aby mohl dál tajit svou sexuální orientaci. V té době se do sousedství přistěhuje dvojice Wesley a Jonathan. Mezi Wesleym a Diegem se začne vytvářet vztah. Posléze se Wesley s Jonathanem rozejdou a Diego se rozhodne zůstat v L. A. a vést dál restauraci. Z Diega a Wesleye se stane pár.

## Obsazení
| René Alvarado       | Diego Campos     |
| Steve Callahan      | Wesley Henderson |
| Gladise Jimenez     | Bianca Campos    |
| David Berón         | Pablo Morales    |
| Irene DeBari        | Sara Campos      |
| Yelyna De Leon      | Tiffany          |
| Luis Raúl           | Salvador         |
| Cory Alan Schneider | Jonathan Webber  |
| Luis Accinelli      | Don Rogelio      |
| Martin Morales      | Luis             |
| Ruben Rabasa        | Efrain Morales   |
| Chris Franco        | Martinez         |
| Michael Cormier     | Dan              |